# Soumensac

Soumensac este o comună în departamentul Lot-et-Garonne din sud-vestul Franței. În 2009 avea o populație de 243 de locuitori.

## Evoluția populației
| An        | 1975 | 1982 | 1990 | 1999 | 2006 | 2009 |
| --------- | ---- | ---- | ---- | ---- | ---- | ---- |
| Populație | 243  | 220  | 217  | 215  | 229  | 243  |